# 梅森 (德克薩斯州)
梅森（英語：Mason）是一個位於美國德克薩斯州梅森縣的城市。根據2010年美國人口普查，該地共人口2114人，而該地的面積約為9.50平方千米。同時該地也是梅森縣的縣治。

## 地理
梅森的座標為30°44′52″N 99°13′55″W / 30.74778°N 99.23194°W，而該地的平均海拔高度為469米（即1539英尺）。